# مولنجان
مولنجان، معرب مولنگان به معنای سرزمین قوم لنگ از اقوام آریایی ، روستایی از توابع دهستان قهاب واقع در بخش مرکزی شهرستان اصفهان در استان اصفهان ایران است.

## جمعیت
این روستا در دهستان قهاب شمالی قرار دارد و براساس سرشماری مرکز آمار ایران در سال ۱۳۹۵، جمعیت آن ۸۵۵ نفر (۲۰۱خانوار) بوده‌است.